# Norma Nichols
Norma Nichols (Santa Ana, 7 gennaio 1894 – Los Angeles, 27 novembre 1989) è stata un'attrice statunitense.

## Biografia
Sorella minore di Marguerite Nichols, che dal 1915 fu la moglie del famoso regista e produttore Hal Roach, Norma esordì al cinema nel 1914 e in otto anni recitò una quarantina di film, per lo più cortometraggi comici. Si ritirò nel 1922.

## Filmografia parziale
- Charlot trovarobe (1914)
- Charlot panettiere (1914)
- Charlot e Mabel alle corse (1914)
- Hushing the Scandal (1915)

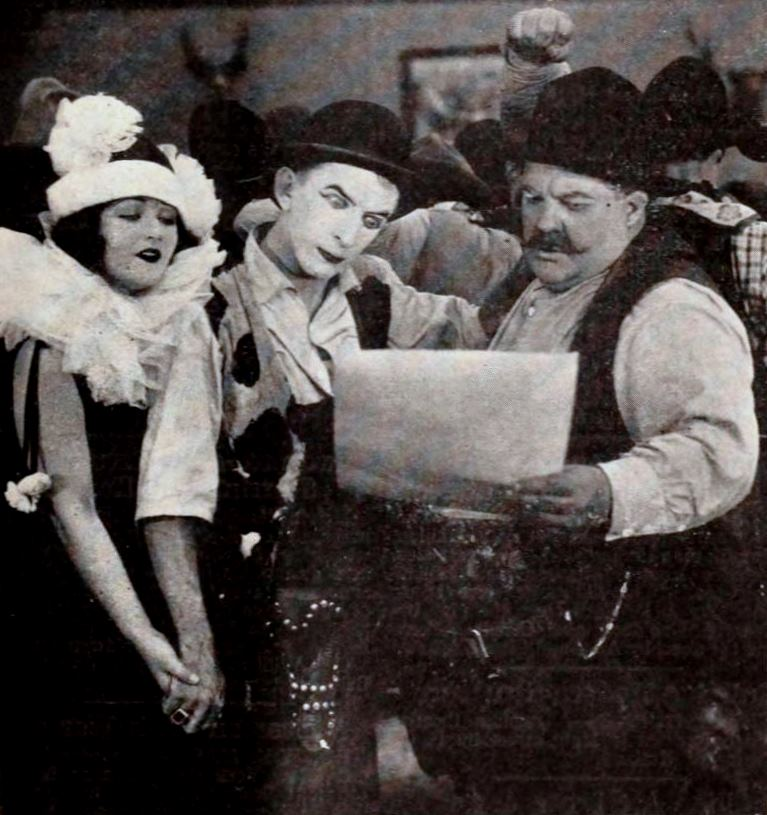
Con Larry Semon e Oliver Hardy in The Fall Guy

- Willie Goes to Sea, regia di Colin Campbell - cortometraggio (1915)
- A Tragedy in Panama - cortometraggio (1915)
- The Coyote, regia di Guy Oliver - cortometraggio (1915)
- The Ne'er Do Well (1916)
- Ham's Waterloo (1916)
- The Tides of Barnegat (1917)
- The Legion of Death (1918)
- Greek Meets Greek (1920)
- Ridolini esattore (1921)
- The Fall Guy (1921)
- The Call of Home (1922)